# HRT – HTV 4
Četvrti program Hrvatske televizije  (HRT – HTV 4) televizijski je program Hrvatske radiotelevizije koji je počeo s emitiranjem 24. prosinca 2012.
Program je informativnog karaktera i sastoji se uglavnom od dnevnih informativnih emisija. Program se emitira u MUX M1 na području Hrvatske, te djelomično kodirano putem satelita Eutelsat 16A na frekvenciji 11637 GHz V 30000.
V.d. urednika HTV 4 je Goran Brozović.

## Emisije
- Bez komentara
- Od 7:00 do 8:00 Vijesti flash, Poslovne vijesti, Vik, R; Vrijeme danas, U mreži Prvog, Eko zona (subotom) i Prometej (nedjeljom)
- Od 8:00 do 16:30 Vijesti, Dnevnik u podne i Studio 4
- Od 16:30 ponedjeljkom - Oporbeni zarez/TV student/Intervju tjedna, utorkom - Eko zona, srijedom - A sada Vlada, četvrtak - Agenda: Svijet, petak - Druga strana, subota - Potrošački kod, nedjeljom - Dokumentarna serija/Indeks
- Hrvatska danas - radnim danima u 17:20
- Subotom poslije 17:10: Globalna Hrvatska u 17:10, TV student u 17:50, Alpe Dunav Jadran u 18:25
- Nedjeljom poslije 17:10: Prizma u 17:10, Romano Bolković 1 na 1 u 18:00
- Prijenosi sjednica Hrvatskog sabora - srijedom, četvrtkom i petkom od 9:35 do 13:00
- Prijenos sjednice Vlade Republike Hrvatske
- Dnevnik 2 u 19:00
- #REPORTAŽE u 20:00
- Eko zona - ponedjeljom u 20:05, Oporbeni zarez - ponedjeljom u 20:30, Romano Bolković 1 na 1 - utorkom u 20:05, Agenda: Svijet - srijedom u 20:05, Istrage prometnih nesreća - srijedom u 20:30, Druga strana - četvrtkom u 20:05, Labirint u 20:30, Indeks - petkom u 20:05, Turizam.hrt - petkom u 20:30, Intervju tjedna - subotom u 20:05, Potrošački kod - subotom u 20:30 i Nedjeljom u 2 - nedjeljom u 20:05
- Studio 4 - pregled dana u 21:00
- Regionalni dnevnik u 22:00
- Vijesti na stranim jezicima u 23:10
- Arhiva i reprizni program IP-a

## Vanjske poveznice
- Službene stranice Hrvatske radiotelevizije